# Echiurus antarcticus
Echiurus antarcticus is een lepelworm uit de familie Echiuridae.
De wetenschappelijke naam van de soort werd in 1912 gepubliceerd door Spengel.